# Kanice – lesní rybník
Přírodní památka Kanice – lesní rybník zahrnuje lesní mělký rybník s rákosovým porostem nacházející se v rozsáhlém lesním komplexu Břišťanský les asi 500 metrů východně od vesnice Kanice a 1,2 kilometru severně od obce Petrovice v okrese Hradec Králové.

## Předmět ochrany
Předmětem ochrany je podpora a stabilizace populace evropsky významného a silně ohroženého živočišného druhu - čolka velkého (Triturus cristatus), včetně aktivní ochrany jeho biotopu, kterým se rozumí vodní plocha rybníka, na ní navazující litorální pásmo a podmáčené plochy kolem rybníka.
Dále zde byla nalezena početná populace rosničky zelené (Hyla arborea), a menší populace dalších obojživelníků: ropuchy obecné (Bufo bufo), skokana štíhlého (Rana dalmatina), skokana krátkonohého (Pelophylax lessonae) a skokana zeleného (Pelophylax kl. esculentus).
Na lokalitě byly nalezeny tři druhy rostlin zařazených do Červeného seznamu z roku 2000:
ostřice pobřežní (Carex riparia), bublinatka jižní (Utricularia australis) a rozrazil štítkovitý (Veronica scutellata).

## Galerie

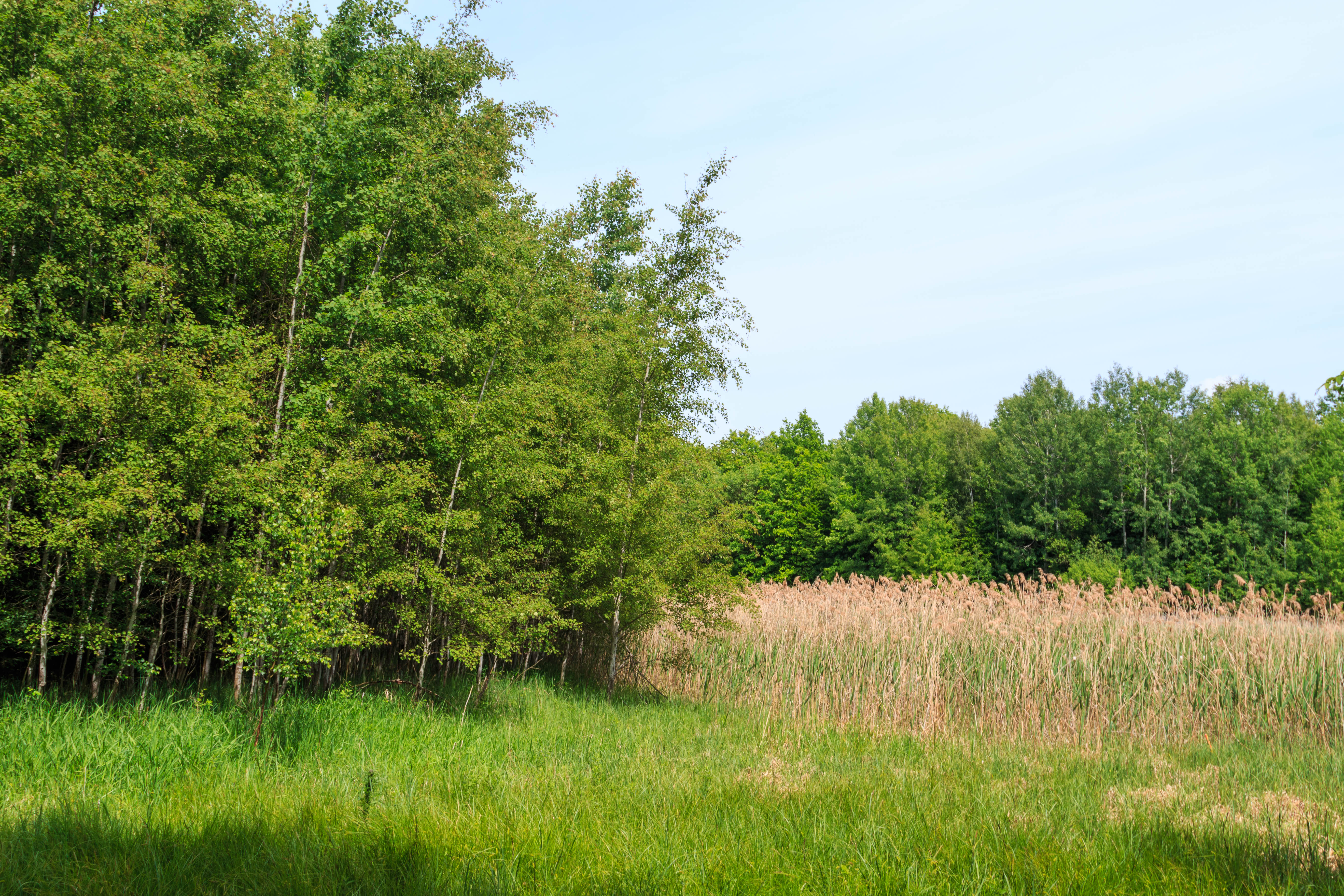
Přírodní památka Kanice
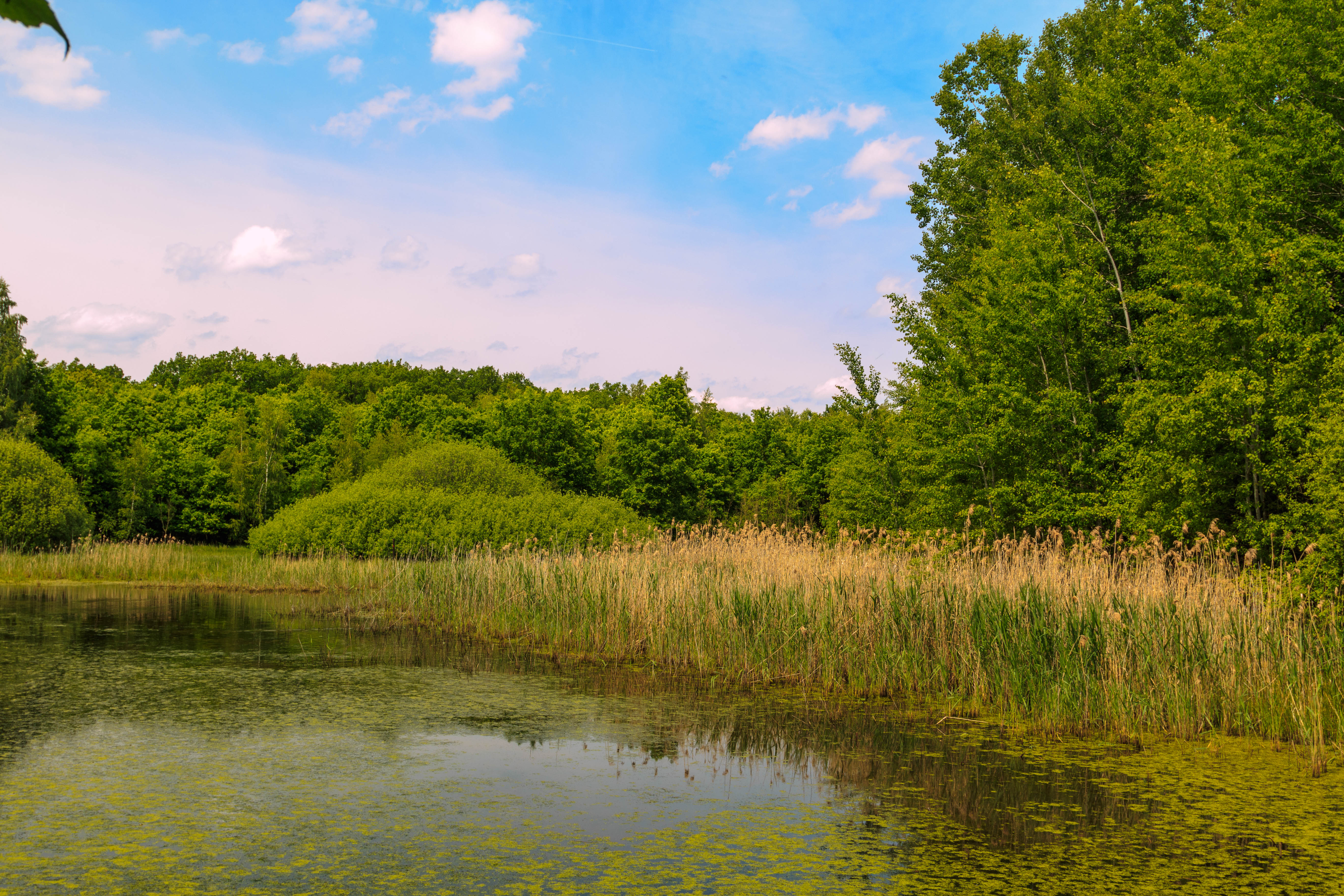
Přírodní památka Kanice
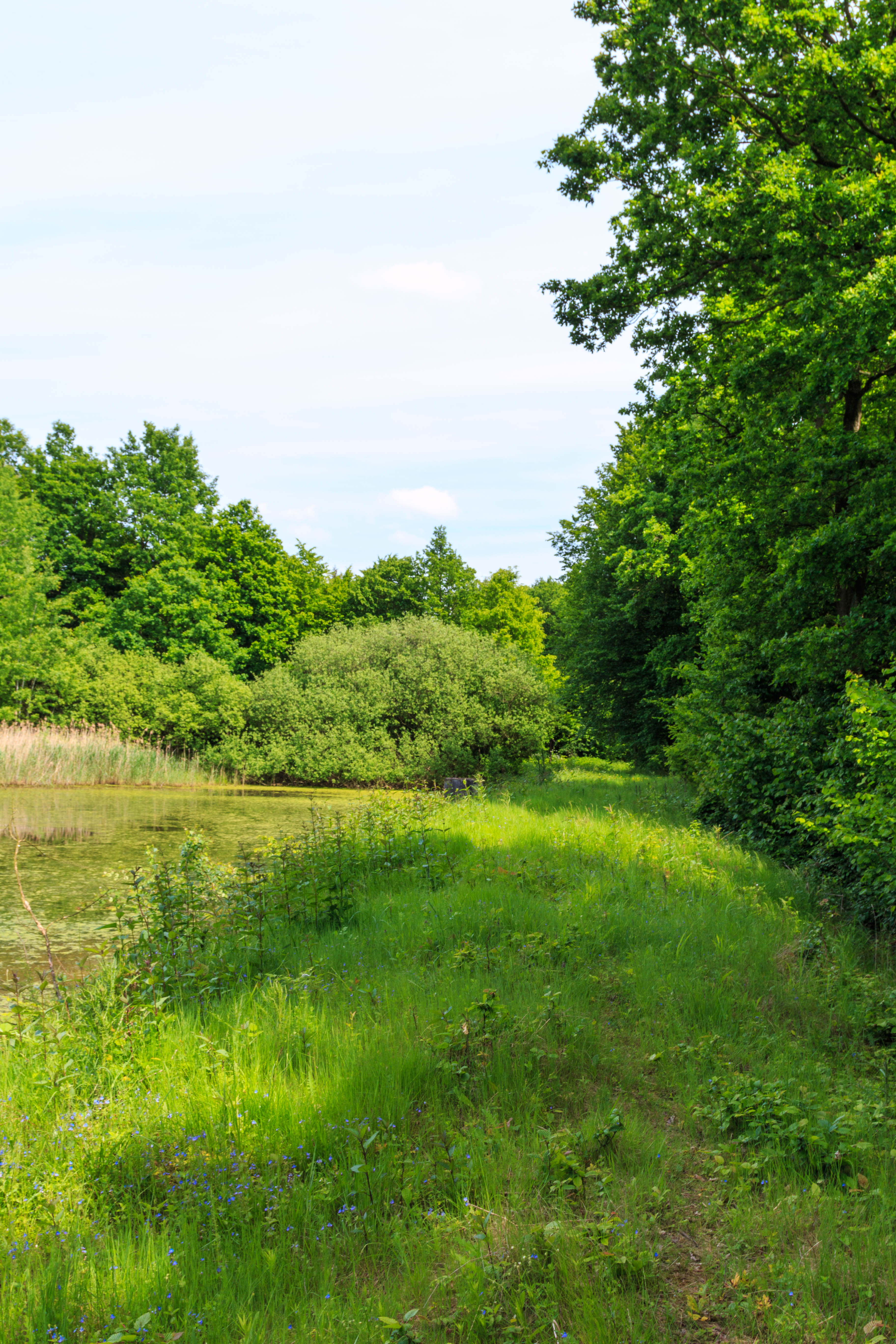
Přírodní památka Kanice
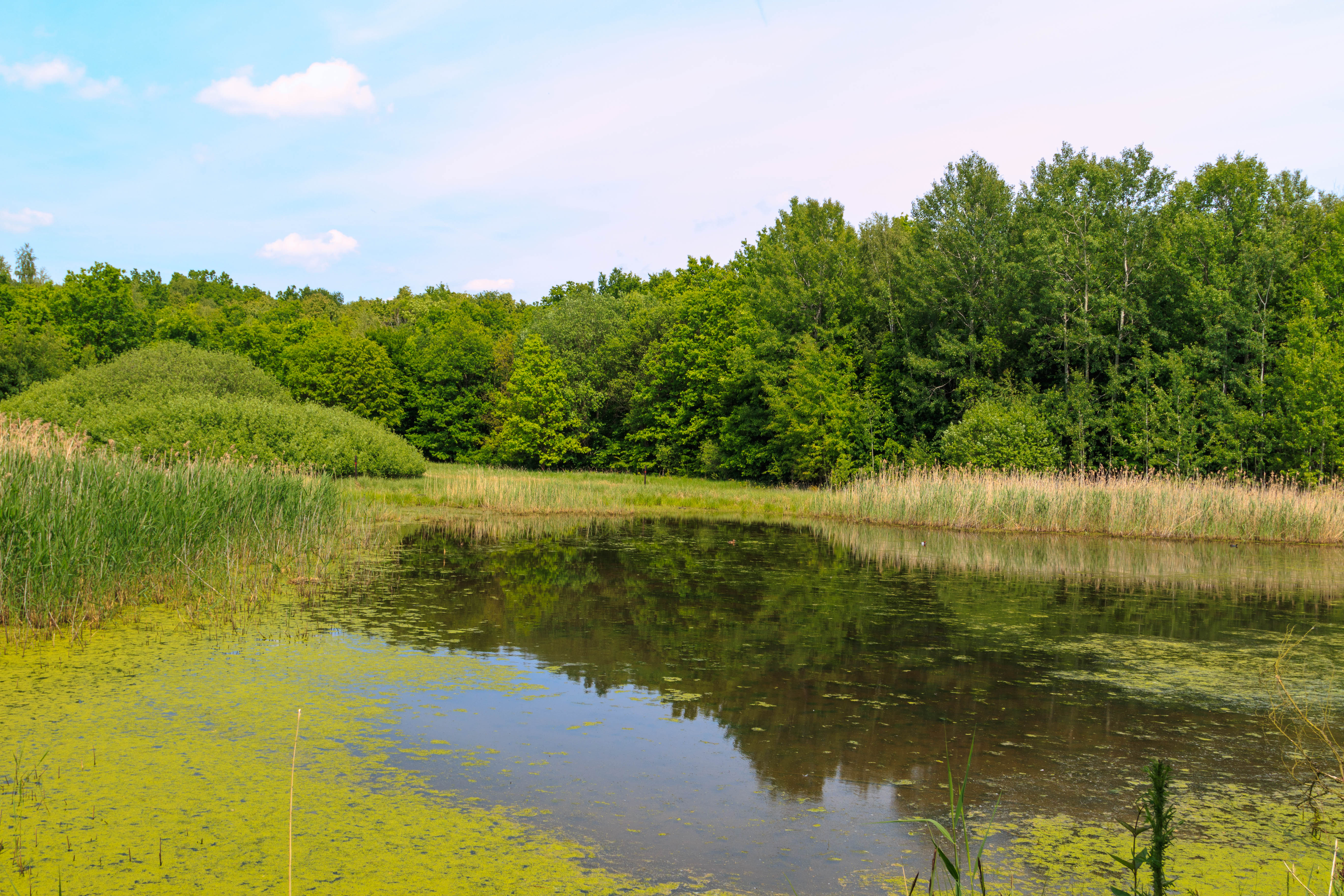
Přírodní památka Kanice